# Suleiman Franjieh

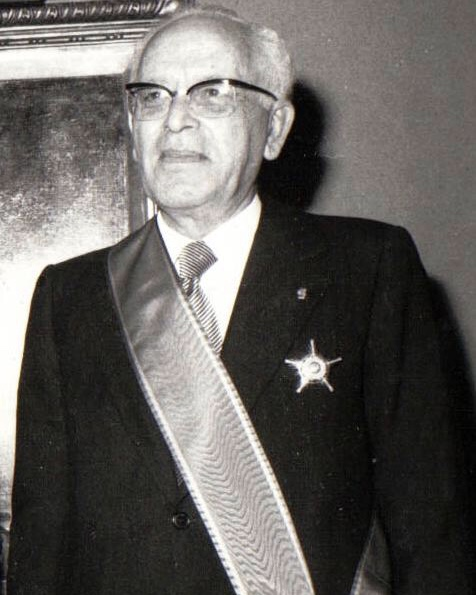
Suleiman Frangieh

Suleiman Kabalan Beik (Bey) Franjieh (Arabisch: سليمان فرنجية) (Ehden, Zgharta, 15 juni 1910 - Beiroet, 23 juli 1992), was een Libanees politicus.

## Opleiding en vroege carrière
Suleiman Franjieh was afkomstig uit de rijke en invloedrijke Maronitisch Christelijke familie Franjieh uit Zgharta in Noord-Libanon. Hij ontving zijn opleiding aan de De La Salle School in Tripoli, de Sint Jozef School in Zgharta, het Aintoura College in Kisrwan en studeerde daarna aan de door Jezuïeten geleide Université de Saint-Joseph in Beiroet.

### Vlucht naar Syrië
In 1952 was hij campagneleider van zijn broer, Hamid Suleiman, die een gooi naar het presidentschap deed, maar niet werd gekozen. Camille Chamoun verkreeg de meeste stemmen en werd president. In 1957 kreeg Hamid Franjieh een beroerte en was niet meer in staat om zijn politieke carrière voort te zetten. Suleiman Franjieh besloot in het voetspoor van zijn broer te treden en werd een vooraanstaand politicus. De Franjieh familie en de Chamoun familie raakten ernstig met elkaar in conflict en in 1957 vond een moordaanslag plaats op kerkgangers, behorende tot de rivaliserende Chamoun-clan in een kerk te Mezjarah. Naar men zegt had Suleiman Franjieh opdracht gegeven tot de moordaanslag en er werd een onderzoek gestart. Tijdens de kortstondige, doch heftige burgeroorlog van 1958, onderhield Franjieh goede contacten met beide partijen. Franjieh vluchtte later naar Syrië om rechtsvervolging als gevolg van de Mezjarah-moordpartij te ontlopen. In Syrië ontmoette hij Hafiz al-Assad en de twee werden goede vrienden. De aanklacht tegen Franjieh werd verworpen en in 1960 keerde hij naar Libanon terug.

### Parlementslid en minister
Suleiman Franjieh werd na zijn terugkeer in Libanon in de Nationale Vergadering (Libanees parlement) gekozen. Hij behoorde tot de Al-Wasat ("centrum")-fractie, die bestond uit politici die het Shehabisme (voorstanders van een sterke staat, genoemd naar president generaal Foead Shehab) niet welgezind waren en streefden naar het herstel van de macht van de feodale heersers (Zaïm).
Suleiman Franjieh werd in 1960 minister van Posterijen en Telegrafie (tot 1961), was daarna minister van Landbouw (1961) en werd in 1968 minister van Binnenlandse Zaken. In die laatste hoedanigheid organiseerde hij de parlementsverkiezingen van 1968. Deze verkiezingen verliepen eerlijk en Franjieh werd hierom geprezen.

## President
Suleiman Franjieh werd op 17 augustus 1970 tot president van Libanon gekozen. In de derde ronde van de presidentsverkiezingen besloot Kamal Jumblatt, de voorzitter van de Progressieve Socialistische Partij (PSP) om op Franjieh te stemmen, dankzij deze ene stem behaalde Franjieh de vereiste meerderheid in het parlement. Op 23 september 1970 vond zijn inauguratie plaats.
Aan het begin van zijn presidentschap ging Franjieh een alliantie aan met de Soennitische Moslim Saeb Salam. Franjieh keerde zich tegen het Shehabisme en de staatsmacht nam af, terwijl de macht van de Zaïm weer toenam. Daarnaast nam de corruptie toe, evenals de vriendjespolitiek. Veel familieleden van Franjieh kregen hoge posten in de regering.
Door de verzwakking van de staatsmacht kon de PLO (Palestijnse Bevrijdingsorganisatie) haar invloed in Libanon verder uitbreiden. De PLO voerde haar acties tegen Israël op. Franjieh werd gealarmeerd door de groeiende invloed van de PLO en besloot tot nauwere samenwerking met het Libanese Leger. Daarnaast bewapende hij zijn privé-militie, de Marada Brigade die geleid werd door Franjieh's zoon, Tony Franjieh en stond de bewapening van Christelijke milities toe.
Suleiman Franjieh's relaties met premier Salam werden in 1973 slechter. In dat jaar voerde Israël een aanval uit op Beiroet en slaagde het Libanese leger er niet in slaagde de stad goed te verdedigen. Salam wilde dat Franjieh de chef van de generale staf, generaal Iskandar Ghanim, zou worden ontslagen. Franjieh weigerde echter en verdedigde zijn vriend generaal Ghanim. Op 25 april 1973 trad Salam af als premier.

## Rol tijdens de Libanese burgeroorlog
Toen in 1975 de Libanese burgeroorlog begon schaarde Franjieh zich aan de zijde van het rechtse Libanese Front, dat voornamelijk werd geleid door Maronieten. De tegenstanders van het Libanese Front, de Libanese Nationale Beweging (voornamelijk geleid door Moslims) eisten Franjieh aftreden, omdat hij nu niet meer de rol van het neutrale staatshoofd kon vervullen. Franjieh en diens medestanders riepen in juni 1976 de hulp in van Syrië. De Syrische president Hafez al-Assad was een persoonlijke vriend van Franjieh en was bezorgd over om de situatie in Libanon wat hij als een bedreiging zag voor de stabiliteit in het buurland en zond het Syrische leger naar Libanon om ten gunste van de Christelijke milities in te grijpen. Kort hierna werd het presidentiële paleis gebombardeerd. Franjieh vestigde zich hierop in Oost-Beiroet.
In 1976 presenteerde Franjieh het zogenaamde "Constitutionele Document." Dit document was in overleg met de Syriërs opgesteld en beoogde de versterking van de politieke macht van de Moslims. Franjieh en Assad hoopten op die manier de Moslims tegemoet te komen.
Suleiman Franjieh trad op 22 september 1976 af en werd vervangen door Elias Sarkis. Na zijn aftreden vestigde Franjieh zich in Ehden, het bolwerk van de Franjieh's. In het begin van 1978 hield Franjieh op met het bezoeken van samenkomsten van het Libanese Front uit ontevredenheid over de samenwerking met Israël. Hij raakte ook in conflict met Bashir Gemayel en diens Falangistische Partij. Bashir Gemayel stond het de Falangistische Partij toe om partijcellen op te richten in Zgharta. Franjieh was hier tegen, omdat Zgharta binnen zijn "invloedssfeer" lag. In juni 1978 kwam het tot een climax: Op 13 juni werden Tony Franjieh, diens vrouw en tweejarig dochtertje, en nog dertig anderen in het huis van de Franjieh's in Ehden vermoord. Als gevolg hiervan viel het Libanese Front uiteen. Bashir Gemayel en diens Falangisten en de Forces Libanaises (Libanese Strijdkrachten) probeerden de privé-militie van de Franjieh's, de Marada Strijdkrachten, onder controle te stellen van de Forces Libanaises. Suleiman Franjieh wist zich echter met hulp van Syrische militairen in Zgharta te handhaven en de Marada Strijdkrachten, gelegerd in Zgharta, bleven buiten de controle van de Forces Libanaises.
Een paar maanden na de moordpartij op Franjieh's familieleden en aanhangers in Ehden, kwam Gemayel's dochtertje om bij een bomaanslag. Of Suleiman Franjieh betrokken was bij deze aanslag is tot op heden nooit opgehelderd. Bashir Gemayel zelf kwam in 1982 om het leven bij een bomaanslag, gepleegd door Habib Tanious Shartouni van de Syrische Sociale-Nationalistische Partij (SSNP).
In 1983 sloot Franjieh zich aan bij het Front voor Nationale Redding dat werd geleid door Rashid Karami en Walid Jumblatt. In 1988 stelde hij zich kandidaat voor het presidentschap maar werd niet gekozen omdat de verkiezingen werden geboycot door enkele Christelijke parlementariërs - al dan niet onder dwang van de Forces Libanaises - en hij behaalde niet het voorgeschreven quorum.
Suleiman Franjieh overleed op 23 juli 1992 in Beiroet, twee jaar na het eindigen van de burgeroorlog. Hij ligt begraven vlak bij de Sint Antonius Kerk in Ehden. Deze kerk werd in 1976 opgericht als nagedachtenis aan de moord op Suleiman Franjieh's familie en bevindt zich naast het Suleiman Franjieh Paleis.

## Familie
Suleiman Franjieh was een telg van de invloedrijke en rijke Franjieh-familie. Zijn vader was Kabalan Suleiman Franjieh en zijn moeder was Lamia Raffoul. Suleiman Franjieh was getrouwd met de Egyptische Iris Handaly. Zij hadden vijf kinderen. In 1981 volgde hij zijn overleden broer Hamid Franjieh op als hoofd van de Franjieh-familie. Franjieh kleinzoon, Suleiman Franjieh Jr., is een invloedrijk Libanees politicus. Hij was minister en parlementslid, verloor zijn zetel in 2005, maar werd in 2022 naar voren geschoven als presidentskandidaat door het blok rond Hezbollah, dat echter sinds de laatste parlementsverkiezingen geen meerderheid meer had. Wel een blokkerende minderheid, en Hezbollah weigerde elke andere kandidaat te accepteren, zodat het presidentsambt sinds 2022 vacant is. In januari 2025 trok hij zich, na de val van Bashar al-Assad in Syrië en de verzwakking van Hezbollah, terug als kandidaat.

## Verwijzing
1. ↑  Gebouwd tijdens Franjieh's presidentschap
2. ↑  https://www.timesofisrael.com/as-hezbollah-pummels-north-lebanons-christians-divided-on-support-for-terror-group/

## Bron
- Historical Dictionary of Lebanon, door: As'ad AbuKhalil (1998)